# 卢昌衡
卢昌衡（？—？），字子均，小字龙子，范阳郡涿县（今河北省涿州市）人，出自范阳卢氏北祖大房，东魏卫大将军、幽州刺史、临淄恭文公卢道虔第五子，东魏、北齐、北周、隋朝官员。

## 生平
卢昌衡是卢道虔与第三位夫人元氏所生的儿子，他深沉恭谦有才能见识，风度神采清高典雅，仪容举止可做楷模，广泛涉猎经书史籍，擅长草书和行书，卢昌衡的堂弟卢思道小字释奴，两人在宗族中都受到推重，被称为英俊奇才。幽州人歌谣说：“卢家的千里马，是释奴和龙子。”
卢昌衡虚岁十七时，为东魏济阴王元晖业征召补官为太尉参军，兼任外兵参军。北齐接受禅让后，尚书左仆射元文遥认为当时县令和县长大多是门第低下的寒门，上奏请求进行淘汰选拔，征选家族门第高的人。卢昌衡与李仲举等八人同时获得征召任用。当时李仲举出任司州修武县县令，他的行政宽大不苛求，官吏百姓称之为宽明。卢昌衡出任平恩县县令，百姓称之为恩明，所以当时都称道卢、李恩宽的行政。卢昌衡后出任太子舍人，很快为仆射祖孝徵推荐，升任尚书金部郎。祖孝徵常常说：“我任用卢子均担任尚书郎，自认为无愧于幽州。”天保初年，尚书王昕以清谈而获罪，王昕的各个弟弟尚且保持这项习俗不使之辱没。从此之后，这项习俗逐渐衰微，卢昌衡与顿丘李若、彭城刘珉、河南陆彦师、陇西辛德源、太原王修都是后辈中风采特异的人士。卢昌衡后兼任散骑侍郎，接待北周使者。周武帝宇文邕平定北齐，卢昌衡出任司玉中士，与大宗伯斛斯徵修订礼仪法度。
开皇初年，卢昌衡担任尚书祠部侍郎。隋文帝杨坚曾经大会群臣，让他们自己陈述功绩，众人都争相进言，只有卢昌衡没说什么。左仆射高熲注意到卢昌衡，认为他与众不同。南陈使者贺彻、周濆相继前来出使，隋朝朝廷总是派卢昌衡迎接应对。不久，卢昌衡外任徐州总管长史，很有能干的名声。吏部尚书苏威考核说：“德行为众人表率，行止为士人法则。”议论的人视为美谈。卢昌衡曾经出行到浚仪县，所乘的马为他人的牛顶死。牛的主人谢罪，请求照价赔偿。卢昌衡对他说：“畜牲互相角斗，自属常理，这不关人事，你何必谢罪？”就拒绝了牛主人的赔偿。卢昌衡个性宽厚不计较，都如此类事。卢昌衡后转任寿州总管长史，总管宇文述非常尊敬卢昌衡，将州中事务委托给他。一年多以后，卢昌衡升任金州刺史。
仁寿年间，卢昌衡奉诏命持节担任河南道巡省大使，回朝后，因为奉命出使符合皇帝心意，加仪同三司，获赐布帛三百段。卢昌衡自认为年近七十，上表请求退休，朝廷下诏褒扬，不允许卢昌衡退休。大业初年，卢昌衡被征召担任太子左庶子，卢昌衡前往洛阳，在途中去世，虚岁七十二。

## 家族

### 父母
- 卢道虔，东魏卫大将军、幽州刺史、临淄恭文公
- 元氏

### 兄弟姐妹
- 卢昌寓
- 卢昌仁
- 卢昌裕，北齐齐安郡太守
- 卢昌期
- 卢氏，嫁北齐阳平郡太守、平遥县开国子司马幼之
- 卢氏，原本嫁给郭琼的儿子，郭琼犯死罪后没入官府，被高欢赐予陈元康为夫人

### 夫人
- 陇西李氏，梁州刺史李德明之女[11]

### 子女
- 卢宝素，隋朝泽州内部长、晋州别驾
- 卢宝胤，唐朝博州刺史